# غصب
غصب (به انگلیسی Usurpation) اصطلاحی در فقه و حقوق است که موجب ضمان قهری می‌شود.

## تعریف

### در فقه
تعاریف متعددی برای غصب ارائه شده‌است. اما مشهور فقیهان نظیر علامه حلی، محقق حلی و ابن فهد حلی آن را به «تحت سلطه درآوردن مال دیگری از روی ستم» تعریف کرده‌اند.

### در قانون مدنی
قانون مدنی غصب را اینگونه تعریف می‌کند:
ماده ۳۰۸: غصب، استیلا بر حق غیر است به نحو عدوان. اثبات ید بر مال غیر بدون مجوز هم در حکم غصب است.
محمدجعفر جعفری لنگرودی این تعریف را ناقص می‌داند چراکه در صورت پذیرش این تعریف، غارت نیز داخل در غصب می‌شود.